# Björnö
Björnö es una isla y una zona vacacional (en sueco: Fritidshusområde) entre la península de Gålö y el continente en el Haninge condado de Estocolmo, centro este de Suecia. La isla fue originalmente parte de la propiedad histórica Lännersta.

## Historia
Durante gran parte de la Segunda Guerra Mundial (1940-1945), la isla se transformó en una base con un aeropuerto capaz de recibier hidroaviones. Después de este período algunos oficiales tomaron la iniciativa para formar una zona de casas de verano. Ahora hay cerca de 64 casas en la isla, de los cuales 15 se utilizan como residencias permanentes.